# Karel z Auerspergu
Karel Josef František kníže z Auerspergu, později z Auerspergu-Trausonu (německy Karl Joseph Franz Fürst von Auersperg, resp. von Auersperg-Trautson, 21. října 1750 – 6. prosince 1822, Vídeň) byl rakouský polní podmaršálek z česko-rakouského šlechtického rodu Auerspergů. Vyznamenal se v bojích proti Turkům a byl rytířem Vojenského řádu Marie Terezie.

## Život a kariéra
Byl synem Karla Josefa z Auerspergu (1720–1800), císařského komorníka a tajného rady a jeho manželky Marie Josefy z Trautsonu (1724–1792), dcery knížete Jana Viléma z Trautsonu.
Stal se císařským polním podmaršálkem a vyznamenal se v bojích proti Turkům, avšak ve válce s Francií již nebyl tolik úspěšný a roku 1805 dokonce stanul před vojenským soudem. Před hrozícím trestem degradace a vězení jej zachránil jen osobní zákrok císaře. Karel však byl zbaven velení a nadále zastával jen úřad nejvyššího lovčího.

### Rodina
Karla za dědice většiny svých statků určil kníže Jan Vilém z Trautsonu, jeho děd. Ten sice byl třikrát ženat a měl dva syny, Františka Antonína (1737–1750), c. k. komořího a přísedícího zemského soudu a Leopolda Donáta (1739–1758), rytíře Maltézského řádu a poručíka 7. pěšího pluku, ti však zemřeli svobodní ještě za života otce, a Jan Vilém se stal posledním Trautsonem po meči. Podle přání knížete Jana Viléma musel Karel přijmout erb a jméno jeho rodu a nadále se psát z Auerspergu-Trautsonu.
Protože jeho manželství s Josefinou princeznou z Lobkovic (1756–1825) zůstalo bezdětné, adoptoval svého prasynovce Vincence Karla z Auerspergu (1812–1867) a učinil jej svým dědicem.
Karel z Auerspergu zemřel 6. prosince 1822 ve Vídni.